# نادي إسترا 1961
نادي إسترا 1961 (بالإنجليزية: NK Istra 1961)‏ هو فريق كرة قدم من مدينة بولا في كرواتيا، أُسس بتاريخ 1948، يلعب في الدوري الكرواتي الممتاز، في Stadion Aldo Drosina ‏.

## وصلات خارجية
- صفحة بيانات نادي إسترا 1961 على موقع كووورة، تاريخ الوصول: 22 سبتمبر 2018.
- الموقع الرسمي